# Gert Wiedenhofen
Gert Wiedenhofen (Düsseldorf, 16 dicembre 1927 – 19 febbraio 2001) è stato un attore, doppiatore e conduttore radiofonico tedesco.

## Biografia
Era figlio di un avvocato. Wiedenhofen ha completato la formazione da attore la presso Schule für Schauspiel Hamburg.
Ha fatto il suo debutto teatrale nel 1952 al Theater am Roßmarkt di Francoforte.

## Filmografia

### Cinema
- Die Nacht ohne Moral - regia di Ferdinand Dörfler (1953)
- Die 5 Karnickel - regia di Curt Stenvert e Paul Löwinger (1953)
- Der Frontgockel - regia di Ferdinand Dörfler (1955)
- Durch die Wälder, durch die Auen - regia di Georg Wilhelm Pabst (1956)
- Zwei Bayern in St. Pauli - regia di Hermann Kugelstadt (1956)
- Nick Knattertons Abenteuer - regia di Hans Quest (1958)
- Piefke, der Schrecken der Kompanie - regia di Wolfgang Wehrum (1958)
- Majestät auf Abwegen - regia di Robert Adolf Stemmle (1958)
- Zwei Matrosen auf der Alm - regia di Peter Hamel (1958)
- Das Rätsel der grünen Spinne - regia di Franz Marischka (1960)
- Scotland Yard jagt Dr. Mabuse - regia di Paul May (1963)
- Ohrfeigen - regia di Rolf Thiele (1970)
- Engel, die ihre Flügel verbrennen - regia di Zbyněk Brynych (1970)
- Hauptsache Ferien - regia di Peter Weck (1972)
- Zwei himmlische Dickschädel - regia di Werner Jacobs (1974)
- Die Vertreibung aus dem Paradies - regia di Niklaus Schilling (1977)
- Ach du lieber Harry - regia di Jean Girault (1981)
- Die Heartbreakers - regia di Peter F. Bringmann (1983)

### Televisione
- Der Nachtkurier meldet … - serie TV (1965)
- Unser Mann vom Südpol - film TV - regia di Peter Adam (1984)
- Die Krimistunde - serie TV (1 episodio) (1988)
- Il commissario Köster (Der Alte) - serie TV (1990)

## Doppiaggio

### Film
- Steve Buscemi in King of New York (1990)
- Roger Lloyd-Pack in  Intervista col vampiro (1994)
- Peter Boretski in Il museo di Margaret

### Film d'animazione
- Astrotrain in Transformers - The Movie

### Serie televisive
- Jon Lovitz in NewsRadio

### Serie televisive d'animazione
- Astrotrain e Galvatron in Transformers
- Nonno di Rei in Sailor Moon